# Circular cervical
Circular cervical ou cordão nucal é o enrolamento do cordão umbilical em redor do pescoço do feto. Entre os sintomas presentes no bebé imediatamente após um parto com circular cervical estão o escurecimento da face, petéquia facial e hemorragia na parte branca dos olhos. Entre as possíveis complicações estão a presença de mecónio, stress respiratório, anemia e morte fetal. O risco é maior quanto maior o número de emaranhamentos do cordão.
O diagnóstico pode ser suspeitado quando se verifica uma diminuição do ritmo cardíaco do bebé durante o parto. Assim que a cabeça passa pelo canal de parto, geralmente o obstetra passa um dedo à volta do pescoço para verificar se o cordão se encontra enrolado. Antes do parto, a condição pode ser confirmada com ecografia.
Quando o enrolamento do cordão é detectado durante o parto, o tratamento consiste em tentar desenrolar o cordão ou, quando isto não é possível, em cortar o cordão umbilical. Geralmente, o parto decorre de forma normal e o prognóstico é favorável. Em casos raros podem ocorrer lesões paralisia cerebral. As circulares cervicais ocorrem em cerca de um quarto dos partos. A condição tem sido descrita desde pelo menos cerca de 300 a.C. por Hipócrates.